# Конор Бреннан
Конор Бреннан (англ. Conor Brennan; нар. 30 березня 1994, Північна Ірландія) — північноірландський футболіст, який виступає за шотландську футбольну команду «Кілмарнок» на позиції воротаря.

## Кар'єра
Бреннан дебютував за «Кілмарнок» в матчі проти Данді Юнайтед (2-0) 3 жовтня 2014. Він замінив травмованого воротаря Крейга Самсона в основний час.

## Клубна статистика
| Команда     | Сезон    | Ліга       | Ліга  | Ліга | Кубок Шотландії | Кубок Шотландії | Кубок Ліги | Кубок Ліги | Інші  | Інші | Загально | Загально |
| Команда     | Сезон    | Дивізіон   | Матчі | Голи | Матчі           | Голи            | Матчі      | Голи       | Матчі | Голи | Матчі    | Голи     |
| ----------- | -------- | ---------- | ----- | ---- | --------------- | --------------- | ---------- | ---------- | ----- | ---- | -------- | -------- |
| «Кілмарнок» | 2014-15  | Прем'єршип | 3     | 0    | 0               | 0               | 0          | 0          | 0     | 0    | 3        | 0        |
| Загально    | Загально | Загально   | 3     | 0    | 0               | 0               | 0          | 0          | 0     | 0    | 3        | 0        |